# Франк Магри
Франк Марио Магри (на френски: Frank Mario Magri) е френски и камерунски футболист, играещ като нападател за френския Тулуза  и националния отбор на Камерун. Участник в Купата на африканските нации 2023 където вкарва гола за отбора си срещу Гвинея за равенството 1:1.